# Paralía (Sapounakéika, Arcadie)
 (juin 2025).
Pour les articles homonymes, voir Paralía.
Paralía (grec moderne : Παραλία) est une localité située dans le dème de Cynourie-du-Sud, dans le district régional d'Arcadie, dans la périphérie du Péloponnèse, en Grèce.
Selon le recensement de 2021, elle compte 290 habitants.